# Melodinus insularis
Melodinus insularis är en oleanderväxtart som först beskrevs av Markgr, och fick sitt nu gällande namn av F.R. Fosberg. Melodinus insularis ingår i släktet Melodinus och familjen oleanderväxter. Inga underarter finns listade i Catalogue of Life.